# The Guild
The Guild é uma websérie de comédia norte-americana criada e escrita por Felicia Day, que também interpreta Cyd Sherman (também conhecida como Codex). Estreou em 27 de julho de 2007 e durou até 2013. A vida dos personagens gira em torno de inúmeras horas jogadas de um MMORPG de fantasia conhecido como The Game.
Durante a primeira temporada de The Guild, os episódios foram disponibilizados no YouTube e na página da série. Após firmou parceria com a Microsoft e episódios da segunda à quinta temporada estrearam no Xbox Live Marketplace, Zune Marketplace e MSN Video antes de serem disponibilizados no sítio oficial, no YouTube e no iTunes. De acordo com Day, o modelo de negócios da Microsoft mudou após a quinta temporada; ela queria manter a propriedade, então a estreia foi transferida novamente para o YouTube. A série também está disponível via DVD e streaming na Apple TV. Em 2013, após o final da sexta temporada, Day confirmou que a websérie estava completa.
Desde o seu lançamento, The Guild recebeu vários elogios, incluindo seis Streamy Awards e quatro IAWTV Awards.

## História
The Guild foi escrito e criado por Felicia Day. Depois de dois anos de sua estreia em jogos, Day decidiu fazer algo produtivo com suas experiências e escreveu a série como uma sitcom para televisão. A série foi propositadamente mantida genérica para evitar problemas de direitos autorais e para atrair um público mais amplo de jogos de RPG (especialmente MMORPG), mas ela baseou-se em sua experiência com World of Warcraft.
Day também esperava criticar os estereótipos criados em jogadores de RPG. Ela decidiu produzir a série online com Jane Selle Morgan e Kim Evey. Day já conhecia Sandeep Parikh e Jeff Lewis do Empty Stage Comedy Theatre, um teatro de comédia com sede em Los Angeles, e seus papéis foram escritos especialmente para eles. O resto do elenco foi preenchido através de audições.
Depois de filmar os três primeiros episódios em dois dias e meio, eles ficaram sem dinheiro. Depois de pedirem doações, o quarto e quinto episódio foram quase exclusivamente financiados pelo público.

## Episódios

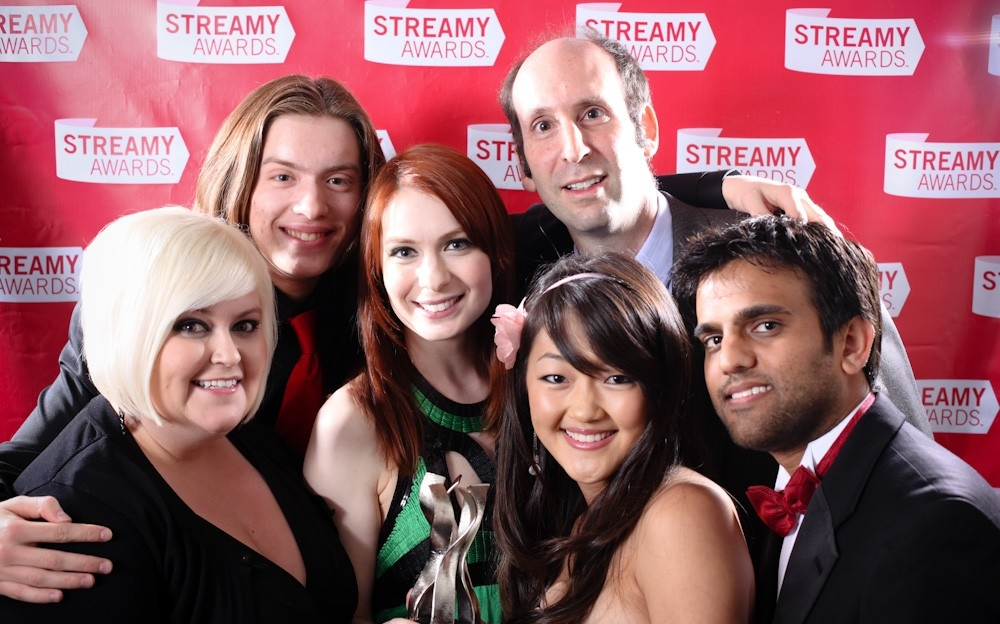
O elenco principal de The Guild no Streamy Awards

| Temporada | Temporada | Episódios | Transmissão original   | Transmissão original    |
| Temporada | Temporada | Episódios | Início                 | Encerramento            |
| --------- | --------- | --------- | ---------------------- | ----------------------- |
|           | 1         | 10        | 27 de julho de 2007    | 15 de maio de 2008      |
|           | 2         | 12        | 25 de novembro de 2008 | 17 de fevereiro de 2009 |
|           | 3         | 12        | 25 de agosto de 2009   | 24 de novembro de 2009  |
|           | 4         | 12        | 13 de julho de 2010    | 5 de outubro de 2010    |
|           | 5         | 12        | 26 de julho de 2011    | 11 de outubro de 2011   |
|           | 6         | 12        | 2 de outubro de 2012   | 8 de janeiro de 2013    |

## Elenco
Cavaleiros do Bem:
- Codex (nome verdadeiro: Cyd Sherman) é a curadora. É retratada pela criadora Felicia Day.
- Zaboo (nome verdadeiro: Sujan Balakrishnan Goldberg) é um feiticeiro.
- Vork (nome verdadeiro: Herman Holden) é um guerreiro e líder do grupo. É retratado por Jeff Lewis.
- Bladezz (nome verdadeiro: Simon Kemplar) é interpretado por Vincent Caso.
- Clara (nome verdadeiro: Clara Beane) é um mago. É interpretada por Robin Thorsen.
- Tinkerballa (nome verdadeiro: April Lou) é um ranger. É retratada por Amy Okuda.
- Mr. Wiggly (nome verdadeiro: George Beane) é um ranger. É interpretado por Brett Sheridan.

Eixo da Anarquia:
- Fawkes é o líder do grupo. Ele sempre usa roupas e um kilt preto. É interpretado por Wil Wheaton.
- Venom é uma mulher paraplégica, interpretada por Teal Sherer.
- Bruiser é um curandeiro corrupto. Interpretado por J. Teddy Garces.
- Kwan é um jogador campeão de StarCraft e ganha milhões jogando na Coreia do Sul. Interpretado por Alexander Yi.
- Valkyrie é um coringa. Interpretado por Mike Rose.

### Outros personagens
- Zaboo's mother (Avinashi Goldberg) é uma mãe supercontroladora. Ela é interpretada por Viji Nathan.
- Dena é a irmã mais nova de Bladezz. É interpretada por Tara Caso, irmã de Vincent Caso.
- Wade Wei é o vizinho de Codex e um breve interesse amoroso. É interpretado por Fernando Chien.
- Riley é colega de quarto de Wade e namorou Zaboo temporariamente. É interpretado por Michele Boyd.
- Ollie é o gerente do Cheesybeards. Ele apareceu pela primeira vez no episódio 3 da 4ª temporada e é interpretado por Frank Ashmore.
- Jeanette é o superior de Bladezz em Cheesybeards. Jeanette foi a primeira personagem nova a aparecer na 4ª temporada e foi interpretada por Tymberlee Hill.
- Kevinator é o mestre do jogo que aparece no final da 4ª temporada para desfazer ações de Vork. É interpretado por Simon Helberg.
- Rachel é um dos membros da equipe do Megagame-o-ramacon. Ela é interpretada por Hayley Holmes.
- Madeline Twain é convidada do Megagame-o-ramacon, atriz considerada lendária entre os jogadores. Madeline é interpretada por Erin Gray.

## Transmissão
Em 24 de novembro de 2008, a Microsoft anunciou um acordo de distribuição exclusiva com a criadora do Felicia Day. Todos os doze episódios da 2ª temporada estrearam no Xbox 360, Zune e MSN, com um atraso de quatro semanas para lançamento no sítio oficial do The Guild. O público poderia assistir gratuitamente, mas recebia anúncios. Day manteve os direitos de propriedade intelectual da série, com a Microsoft pagando uma taxa de licença não especificada. Em algum momento no final de fevereiro de 2009, Day e sua equipe estavam livres para assinar um novo acordo de distribuição, caso decidissem fazê-lo.
Em 17 de agosto de 2009, um videoclipe – "(Do You Wanna Date My) Avatar" – foi lançado no Xbox Live para promover a 3ª temporada, que estrearia em 25 de agosto de 2009 primeiro para membros com contas Ouro. Posteriormente foi anunciado que seria lançado para membros com contas Prata, bem como para usuários do Zune e MSN Video, em 1 de setembro de 2009.
Em abril de 2010, foi anunciado a renovação de contrato pela Microsoft para uma quarta temporada. A 5ª temporada foi baseada em jogos mencionada no final da temporada anterior. As filmagens começaram em 21 de abril de 2011. O primeiro episódio foi lançado no Xbox Live e Zune em 26 de julho de 2011, e no MSN em 28 de julho.
Após a 5ª temporada, o contrato foi encerrado. Day decidiu retornar ao YouTube e a nova temporada foi promovida com o vídeo musical intitulado "I'm the One That's Cool", uma canção pop rock "proclamando a ascensão da cultura nerd e geek".

## Recepção
The Guild teve mais de 69 milhões de visualizações no YouTube em setembro de 2011. A série ganhou vários prêmios desde seu lançamento, incluindo seis Streamy Awards e quatro IAWTV Awards. Em fevereiro de 2009, a '"Rolling Stone'" nomeou-o um dos "Melhores Programas de Seriados da Net". Um traje da série foi adquirido pelo Museu Nacional de História Americana da Smithsonian Institution.
Em 2014, The Guild foi listado no New Media Rockstars Top 100, classificado em 37º lugar. Joss Whedon credita The Guild como uma das inspirações para Dr. Horrible's Sing-Along Blog.

### Prêmios e indicações
Ao longo de sua duração, The Guild ganhou e foi indicado para vários prêmios.
| Ano  | Prêmio                   | Categoria                               | Resultado | Recipiente(s)                                                                   |
| ---- | ------------------------ | --------------------------------------- | --------- | ------------------------------------------------------------------------------- |
| 2007 | YouTube Awards           | Melhor Série                            | Venceu    |                                                                                 |
| 2008 | South by Southwest Award | Melhor Produção Original                | Venceu    |                                                                                 |
| 2008 | Yahoo! Video Award       | Melhor Série                            | Venceu    |                                                                                 |
| 2009 | Streamy Awards           | Melhor Websérie de Comédia              | Venceu    |                                                                                 |
| 2009 | Streamy Awards           | Melhor Ator em Websérie de Comédia      | Indicado  | Sandeep Parikh                                                                  |
| 2009 | Streamy Awards           | Melhor Atriz em Websérie de Comédia     | Venceu    | Felicia Day                                                                     |
| 2009 | Streamy Awards           | Melhor Elenco de Websérie               | Venceu    |                                                                                 |
| 2009 | Streamy Awards           | Melhor Direção em Websérie de Comédia   | Indicado  | Sean Becker                                                                     |
| 2009 | Streamy Awards           | Melhor Ator Convidado em Websérie       | Indicado  | Fernando Chien                                                                  |
| 2009 | Streamy Awards           | Melhor Roteiro para Websérie de Comédia | Indicado  | Felicia Day                                                                     |
| 2009 | Streamy Awards           | Melhor Edição de Websérie               | Indicado  |                                                                                 |
| 2009 | Streamy Awards           | Escolha do Público de Melhor Websérie   | Venceu    |                                                                                 |
| 2009 | Streamy Awards           | Melhor Direção de Arte em Websérie      | Indicado  | Leah Mann                                                                       |
| 2009 | Streamy Awards           | Melhores Efeitos Visuais em Websérie    | Indicado  | Daniel Scraggs                                                                  |
| 2009 | Streamy Awards           | Melhor Música Original em Websérie      | Indicado  | Don Schiff                                                                      |
| 2010 | Streamy Awards           | Melhor Websérie de Comédia              | Indicado  |                                                                                 |
| 2010 | Streamy Awards           | Melhor Ator em Websérie de Comédia      | Indicado  | Sandeep Parikh                                                                  |
| 2010 | Streamy Awards           | Melhor Atriz em Websérie de Comédia     | Venceu    | Felicia Day                                                                     |
| 2010 | Streamy Awards           | Melhor Elenco em Websérie               | Indicado  | Vincent Caso, Felicia Day, Jeff Lewis, Amy Okuda, Sandeep Parikh, Robin Thorsen |
| 2010 | Streamy Awards           | Melhor Ator Convidado em Websérie       | Indicado  | Wil Wheaton                                                                     |
| 2010 | Streamy Awards           | Escolha do Público de Melhor Websérie   | Indicado  |                                                                                 |
| 2010 | Streamy Awards           | Melhor Direção de Websérie de Comédia   | Venceu    | Sean Becker                                                                     |
| 2010 | Streamy Awards           | Melhor Roteiro para Websérie de Comédia | Indicado  | Felicia Day                                                                     |
| 2012 | IAWTV Awards             | Melhor Websérie de comédia              | Venceu    |                                                                                 |
| 2012 | IAWTV Awards             | Melhor Escrita (Comédia)                | Venceu    | Felicia Day                                                                     |
| 2012 | IAWTV Awards             | Melhor Direção (Comédia)                | Venceu    | Sean Becker                                                                     |
| 2012 | IAWTV Awards             | Melhor Performance Feminina (Comédia)   | Venceu    | Felicia Day                                                                     |
| 2012 | IAWTV Awards             | Melhor Performance Masculina (Comédia)  | Indicado  | Jeff Lewis                                                                      |
| 2012 | IAWTV Awards             | Melhor Performance Masculina (Comédia)  | Indicado  | Sandeep Parikh                                                                  |
| 2012 | IAWTV Awards             | Melhor Figurino                         | Indicado  | Kirstin Ingram                                                                  |
| 2012 | IAWTV Awards             | Melhor Maquiagem/Efeitos Especiais      | Indicado  | Kimberly Graczyk                                                                |
| 2012 | IAWTV Awards             | Melhor Design de Websérie               | Venceu    |                                                                                 |
| 2013 | Streamy Awards           | Melhor Escrita: Comédia                 | Indicado  | Felicia Day]                                                                    |
| 2013 | Streamy Awards           | Melhor Uso de Moda e Design             | Indicado  | Kristin Ingram                                                                  |

## Em outras mídias
Em 24 de março de 2010, o primeiro volume da história em quadrinhos baseada na série foi lançada pela Dark Horse Comics. Ela serve como uma prequela do programa e foi escrito por Felicia Day e ilustrado por Jim Rugg. A segunda edição foi lançada em 23 de abril de 2010, a terceira e última edição foi lançada em 26 de maio de 2010.
Uma segunda série de cinco edições foi lançada em 2011. Cada edição se concentra em um único personagem (Vork, Zaboo, Clara, Tinkerballa e Bladezz) e é ilustrada por um artista diferente. O volume 2 foi lançado em 27 de junho de 2012. Uma edição adicional de personagem único, The Guild: Fawkes, foi lançada em 23 de maio de 2012 após a 4ª temporada.